# Jordan 193
A Jordan 193 egy Formula–1-es versenyautó, amelyet a Jordan tervezett és versenyeztetett az 1993-as Formula-1 világbajnokság során. A csapat egyik autóját végig Rubens Barrichello vezette, a másikat eleinte Ivan Capelli, akit két verseny után Thierry Boutsen váltott, őt pedig az idény végén egy-egy versenyre Marco Apicella, Emanuele Naspetti, végül Eddie Irvine.

## Áttekintés
A katasztrofális 1992-es idényt követően, ahol a gyenge és megbízhatatlan Yamaha-motoroknak köszönhetően mindössze egyetlen pontot szereztek, a Jordan úgy döntött, hogy a Hart V10-eseire vált. Elődeihez képest az autót is áttervezték, ugyanis megemelték az orr-részt és egy újfajta első szárnyat szereltek fel. Mivel ebben az évben még megengedett volt, az autókat ellátták különféle vezetéstechnikai segédletekkel, mint a pilótákat segítő elektronika és kipörgésgátló, valamint félautomata sebességváltó. Utóbbival sok gond volt, mert hajlamos volt a beragadásra, főként a szezon elején, ezért amíg nem oldották meg a gondokat, átmenetileg manuális váltóra váltottak. Nem építettek viszont be aktív felfüggesztést, és a tengelytáv is rövidebb volt, mint más csapatoknál - ez instabilitást okozott a hátsó részen, amit később tengelytáv-növeléssel próbáltak orvosolni. Ugyan a Jordan autói még mindig másodpercekkel lassabbak voltak, mint az élmezőny, de a középmezőnnyel tudtak csatázni. AZ idény során kisebb fejlesztések is érkeztek, köztük egy erősebb Hart-motor.
A csapat főszponzora ebben az évben is a Sasol volt, amely meghatározta a csapat színeit. Szponzorálta még őket a Barclay cigaretta, ahol a dohányreklámok be voltak tiltva, ott nem kerültek fel az autókra.
Az újonc Barrichello mellett gyakran cserélődtek a pilóták, de egyikük sem tudott olyan jó eredményeket szállítani, mint ő. Viszont ezek sem voltak túl fényesek: az utolsó előtti, japán nagydíjig nem szereztek pontot, akkor viszont rögtön hármat is. Barrichello az európai nagydíjon lehetett volna akár harmadik is, ha nem hibásodik meg alatta az autó.
A japán nagydíjon Irvine visszavette a körét a versenyt vezető Ayrton Sennától, amire a brazil indulatosan reagált és a futam után fel is pofozta az írt.

## Eredmények
| Év   | Csapat       | Motor     | Gumik | Pilóták            | 1   | 2   | 3   | 4   | 5   | 6   | 7   | 8   | 9   | 10  | 11  | 12  | 13  | 14  | 15  | 16  | Pontok | Helyezés |
| ---- | ------------ | --------- | ----- | ------------------ | --- | --- | --- | --- | --- | --- | --- | --- | --- | --- | --- | --- | --- | --- | --- | --- | ------ | -------- |
| 1991 | Sasol Jordan | Hart 1035 | G     |                    | RSA | BRA | EUR | SMR | ESP | MON | CAN | FRA | GBR | GER | HUN | BEL | ITA | POR | JPN | AUS | 3      | 11.      |
| 1991 | Sasol Jordan | Hart 1035 | G     | Rubens Barrichello | KI  | KI  | 10  | KI  | 12  | 9   | KI  | 7   | 10  | KI  | KI  | KI  | KI  | 13  | 5   | 11  | 3      | 11.      |
| 1991 | Sasol Jordan | Hart 1035 | G     | Ivan Capelli       | KI  | NK  |     |     |     |     |     |     |     |     |     |     |     |     |     |     | 3      | 11.      |
| 1991 | Sasol Jordan | Hart 1035 | G     | Thierry Boutsen    |     |     | KI  | KI  | 11  | KI  | 12  | 11  | KI  | 13  | 9   | KI  |     |     |     |     | 3      | 11.      |
| 1991 | Sasol Jordan | Hart 1035 | G     | Marco Apicella     |     |     |     |     |     |     |     |     |     |     |     |     | KI  |     |     |     | 3      | 11.      |
| 1991 | Sasol Jordan | Hart 1035 | G     | Emanuele Naspetti  |     |     |     |     |     |     |     |     |     |     |     |     |     | KI  |     |     | 3      | 11.      |
| 1991 | Sasol Jordan | Hart 1035 | G     | Eddie Irvine       |     |     |     |     |     |     |     |     |     |     |     |     |     |     | 6   | KI  | 3      | 11.      |

## Forráshivatkozások
1. ↑  https://www.autosport.com/f1/news/the-contrasting-fortunes-of-1993s-bottom-six-f1-teams-/10545839/
2. ↑  A Jordan-sztori… (magyar nyelven). Napi F1 sztori, 2020. február 8. (Hozzáférés: 2025. január 22.)